# Rechila
Rechila (špa. Requila, ? - 448) je bio svevski kralj Galicije. Bio je sin kralja Hermerika, osnivača svevske države na Pirinejskom poluotoku. Otac mu je, nakon što se teško razbolio, prepustio prijestolje godine 438. Kao i otac, i Rehila je nastojao što je moguće više iskoristiti politički vakuum nastao u Hispaniji nakon seobe Vandala u Sjevernu Afriku. U tu je svrhu vodio niz pohoda na jug prilikom kojih je 439. osvojena Emerita Augusta (današnja Mérida), a 441. Hispalis (Sevilla). Vodio je stalne borbe s ostacima zapadnorimskih, odnosno lokalnim hispanorimskim snagama. Do kraja života je ostao poganin. Naslijedio ga je sin Rehijar koji će se preobratiti na kršćanstvo.